# Scapulaire rouge de la Passion
Le scapulaire de la Passion de Notre-Seigneur et des Sacrés-Cœurs et de Jésus et de Marie, dit scapulaire rouge de la Passion, est un scapulaire catholique associé aux Lazaristes et aux Filles de la charité. Il est souvent appelé scapulaire rouge de la Passion, en opposition au scapulaire noir de la Passion associé aux Passionistes.

## Description

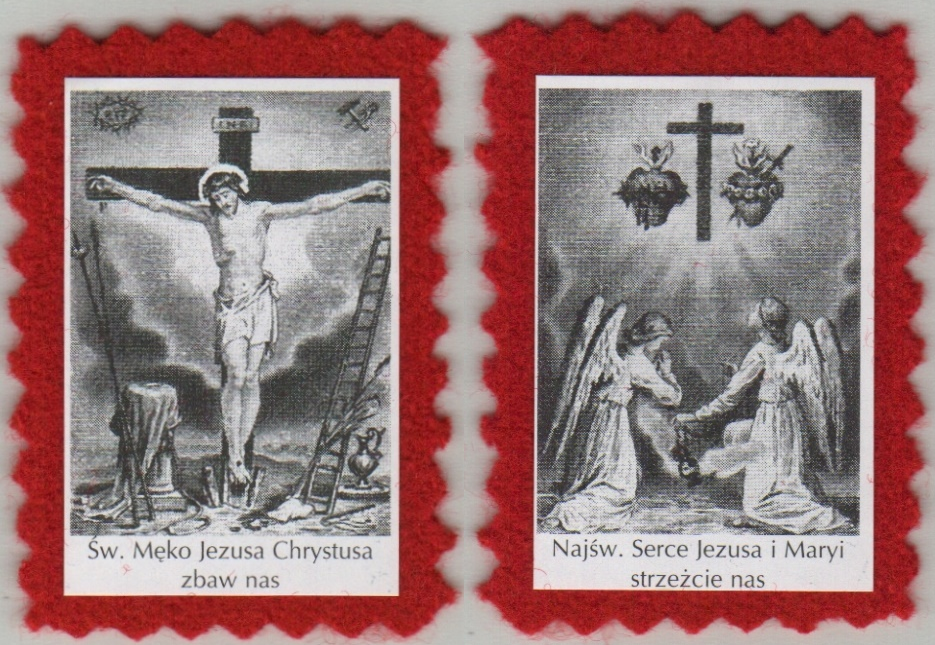
Image rapprochée du scapulaire

Le scapulaire et ses bandes doivent être faites de laine rouge et contrairement à la plupart des scapulaires, il est orné d'images spécifiquement décrites qui sont essentielles. Un côté du scapulaire montre un crucifix avec les instruments de la Passion entourés des mots : « Sainte Passion de Notre-Seigneur Jésus-Christ, sauvez-nous ! » ; l'autre côté arbore une petite croix au-dessus du Sacré-Cœur de Jésus et du Cœur Immaculé de Marie avec les mots : « Sacrés-Cœurs de Jésus et de Marie, protégez-nous ! » . Quelques éléments non essentiels sont parfois rajoutés, comme ci-dessus à droite : un segment rouge représentant le Précieux Sang est placé sous les deux cœurs, ou des anges.

## Origine

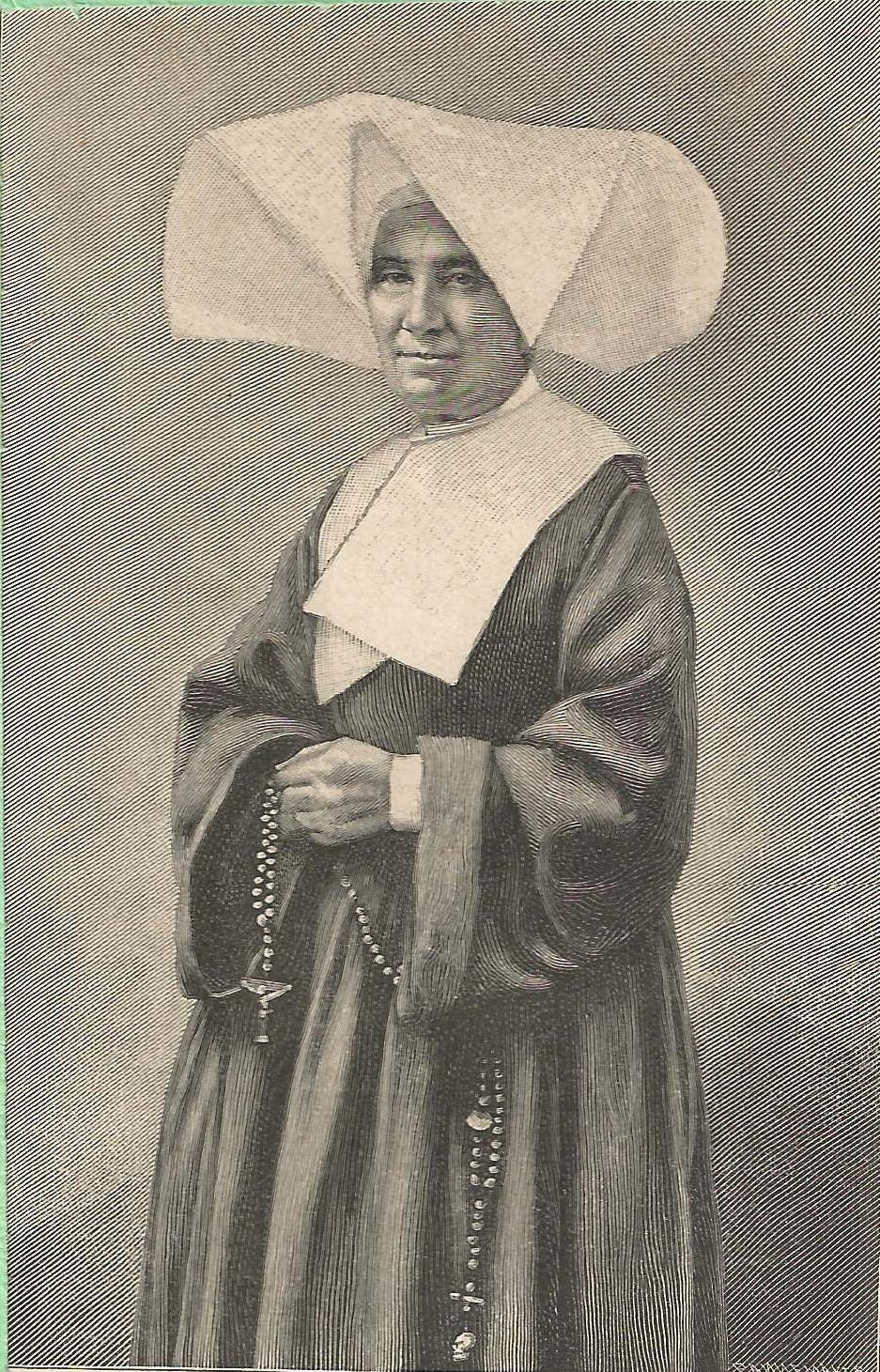
Sœur Apolline Andriveau

C'est une fille de la charité de Saint Vincent de Paul, Sœur Apolline Andriveau qui est à l'origine de ce scapulaire. Selon ses dires, le 26 juillet 1846, elle voit le Christ dans la chapelle de sa communauté religieuse à Troyes. Dans une lettre à Jean-Baptiste Étienne, supérieur général des lazaristes et des filles de la charité, elle écrit «J'étais montée à la chapelle avant le salut. Je crus voir Notre-Seigneur vêtu d'une longue robe rouge et d'un manteau bleu. C'était la beauté par essence. Il tenait dans la main un scapulaire écarlate, suspendu par deux rubans de laine de la même couleur. Sur un côté, il était représenté crucifié ; les instruments les plus douloureux de la Passion se trouvaient au pied de la croix : le fouet du prétoire, le manteau, la robe qui avait couvert son corps sanglant. Il y avait autour du crucifix : Sainte Passion de Notre-Seigneur Jésus-Christ, sauvez-nous ! À l'autre extrémité du  ruban, la même étoffe était recouverte de l'image sainte de son Cœur sacré et celui de sa sainte Mère ; une croix placée au milieu semblait s'échapper des deux Cœurs ; et il y avait autour : Sacrés Cœurs de Jésus et de Marie, protégez-nous !».
Dans un autre courrier à son supérieur, elle écrit que le 14 septembre 1846, jour où l'église catholique fête l'exaltation de la Sainte-Croix, le Christ lui aurait dit : «Les prêtres de la Mission doivent donner ce scapulaire et ceux qui le porteront bénit par eux recevront tous les vendredis une grande augmentation de foi, d'espérance et de charité».

## Approbation
En juin 1847, le père Jean-Baptiste Étienne, supérieur général des lazaristes, fait un voyage à Rome et communique toutes ces circonstances au pape Pie IX, ce dernier, par un rescrit du 25 juin 1847  autorise tous les prêtres de la Mission à bénir et à distribuer à tous les fidèles le nouveau scapulaire, dénommé Scapulaire de la Passion de Jésus-Christ et des Sacrés Cœurs de Jésus et de Marie.
Pie IX approuve de nouveau l'utilisation de ce sacramental par un rescrit du 21 mars 1848 et donne diverses indulgences  pour le port de ce scapulaire et accorde aux lazaristes la faculté de bénir le scapulaire, de les imposer aux fidèles, le Supérieur général des Lazaristes est autorisé à communiquer la faculté de bénir et d'imposer le scapulaire aux prêtres réguliers et séculiers qui en font la demande.